# NGC 1265
NGC 1265 è una vasta galassia ellittica situata nella costellazione di Perseo, a una distanza di circa 232 milioni di anni luce dalla nostra Via Lattea.

## Scoperta
La galassia è stata scoperta il 14 novembre 1884 dall'astronomo francese Guillaume Bigourdan e inserita nel New General Catalogue con il codice NGC 1265. La galassia è stata successivamente osservata dall'astronomo statunitense Lewis Swift il 3 novembre 1888 e in seguito inserita nell'Index Catalogue con la designazione IC 312.

## Gruppo di NGC 1275
Secondo lo studio di Garcia, NGC 1265 (citata come IC 312 nell'articolo di Garcia) fa parte del Gruppo di NGC 1275, un raggruppamento di galassie che comprende almeno 48 membri, tra cui NGC 1224, NGC 1267, NGC 1270, NGC 1273, NGC 1275, NGC 1277, NGC 1279, IC 288, IC 294 e IC 310.
A sua volta, l'intero Gruppo di NGC 1275 fa parte dell'Ammasso di Perseo (Abell 426).